# Zweispurigkeit des Strafrechts
Unter Zweispurigkeit des Strafrechts (auch dualistisches Rechtsfolgensystem) versteht man im deutschen Strafrecht die Unterscheidung zwischen Strafen und Maßregeln.
Forderungen nach der Einführung von Maßregeln wurden bereits im Kaiserreich und der Weimarer Republik laut. So zählte unter anderem der Strafrechtler Franz von Liszt zu den Unterstützern. Trotz verschiedener Gesetzentwürfe konnte man sich jedoch nicht auf die Schaffung dieser zweiten Spur verständigen. Erst nach der Machtergreifung der Nationalsozialisten wurde schließlich durch das Gewohnheitsverbrechergesetz (RGBl. I 1933 S. 995) ein dualistisches Sanktionensystem eingeführt: Gemäß § 42e RStGB konnte man nun gegen gefährliche Gewohnheitsverbrecher mit der Sicherungsverwahrung eine Rechtsfolge anordnen, die nicht der Bestrafung, sondern ausschließlich dem Schutz der Bevölkerung, also der Prävention, diente.
Strafen und Maßregeln schließen einander nicht aus, sondern können auch nebeneinander verhängt bzw. angeordnet werden (beispielsweise ein Berufsverbot zusätzlich zu einer Freiheitsstrafe). Der Vollzug von Strafe und Maßregel soll nach § 67 Abs. 1 StGB in der Reihenfolge Maßregel vor Strafe erfolgen, wenn die Maßregel die Unterbringung in einem psychiatrischen Krankenhaus oder in einer Entziehungsanstalt ist (sog. vikariierendes System). Lässt sich der Zweck der Maßregel mit einer anderen Reihenfolge erreichen, so kann von dieser Regelreihenfolge (auch nachträglich) abgewichen werden.
Der Täter-Opfer-Ausgleich (§ 46a StGB) wird vielfach als weitere Spur angesehen, weswegen man auch von Dreispurigkeit spricht.